# Countryside Alliance

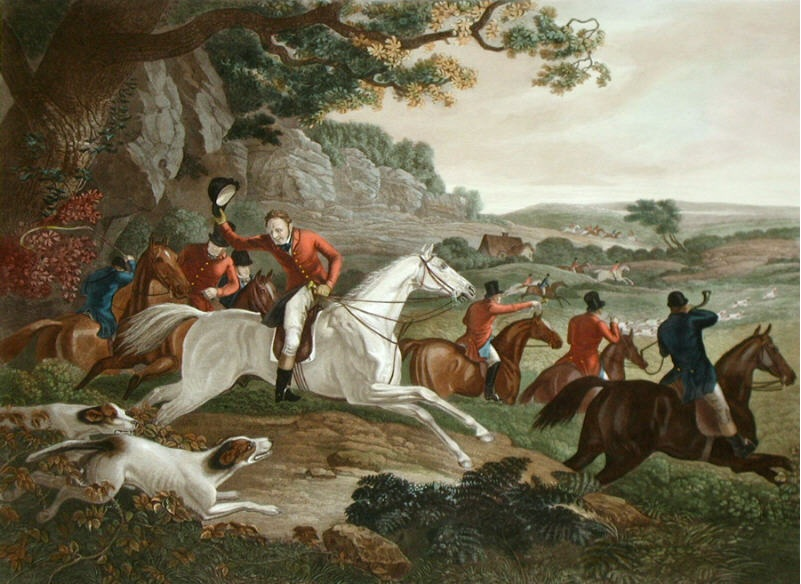
Englische Fuchsjagd

Die Countryside Alliance (abgekürzt CA, deutsch etwa: Allianz des Landlebens) ist eine britische Organisation mit Sitz in London, die sich für Themen einsetzt, die nach ihrer Auffassung mit dem britischen Landleben verknüpft sind. Dazu zählt vor allem Jagd und zwar insbesondere Treib- und Hetzjagden mit Hunden auf lebende Tiere, die Verwendung von Schusswaffen sowie Angeln. Die Organisation wurde am 10. Juli 1997 als Nachfolger von drei Organisationen gegründet: der British Field Sports Society, der Countryside Business Group und der Countryside Movement. Die Organisationen ist in zehn regionale Unterorganisationen aufgeteilt, die ihren Sitz in England oder Wales haben. Vorsitzende der Countryside Alliance ist derzeit die Labour-Abgeordnete Kate Hoey. In Schottland gibt es eine Scottish Countryside Alliance, welche dieselben Ziele verfolgt.
Die Countryside Alliance wendet sich vor allem gegen die Einschränkung der Jagd, insbesondere des Verbots der Treibjagd mit Hundemeuten auf Füchse sowie die Hasenhetzen. Diese wurden nach der Veröffentlichungen der Untersuchungsergebnisse der Burns Inquiry durch den Hunting Act 2004 verboten. Die Countryside Alliance hat gegen dieses Gesetz eine Reihe von Gerichtsprozessen angestrengt. Nach den Aussagen der Organisation hat sie 100.000 Mitglieder.